# Samuel Hnanyine
Samuel Hnanyine (Nuova Caledonia, 1º marzo 1984) è un calciatore francese nato a Tahiti, attaccante dell'AS Dragon.

## Carriera

### Club
Nella stagione 2012-2013 ha giocato 4 partite nella OFC Champions League; nello stesso anno segna anche 3 gol nel campionato tahitiano.

### Nazionale
Il 23 giugno 2013 gioca da titolare nella partita della fase a gironi della Confederations Cup persa contro l'Uruguay.